# Adabel Guerrero
Adabel Anahí Guerrero Melachenko (sinh ngày 18 tháng 7 năm 1978) được biết đến với tên ngắn là Adabel Guerrero, là một vũ công, diễn viên và siêu vedette người Argentina, người cũng từng làm người mẫu và là ca sĩ trong một số lần xuất hiện trên truyền hình, tạp chí và nhà hát. Guerrero đã làm việc như một đồng chủ nhà truyền hình và tham luận viên, và hiện là thành viên tham gia hội thảo trên El Chimentero 3.0.
Guerrero đã tham gia nhiều mùa của phiên bản Argentina của Dancing with the Stars, Bailando por un Sueño, cạnh tranh với các vũ công chuyên nghiệp Martín Whitecamp, Joel Ledesma, Reynaldo Ojeda và nhiều người khác. Cô cũng đã xuất hiện trên nhiều phần phụ của chương trình.

## Nghề nghiệp
Adabel Guerrero bắt đầu sự nghiệp của mình tại trường múa ở thành phố La Plata. Vào thời điểm đó, và là một giáo sư về múa cổ điển, cô đã trở thành một phần của vở kịch ballet del Teatro Argentino. Sau đó, cô trở thành một vũ công cho vũ công chuyên nghiệp Iñaki Urlezaga trong bảy năm. Khi Pepe Cibrian nhìn thấy cô, anh đã ký hợp đồng với cô trong vở hài kịch âm nhạc El Fantasma de Canterville, nhưng Adabel được yêu thích nhất trên các tạp chí nhà hát. Guerrero đã làm việc cùng với những người như Ethel Rojo, el Negro Álvarez, Laura Fidalgo, và là nữ vũ công chính của Jorge Corona. Reina Reech đã phát hiện ra Guerrero trong buổi casting cho tạp chí "Không thể cưỡng lại" của Miguel Ángel Cherutti và Carmen Barbieri, và cô được gọi là một trong những nhân vật của chương trình, nơi cô thể hiện kỹ năng của mình như một vedette, hát và nhảy.